# Grafschaft Schwalenberg

Wappen der Grafen von Schwalenberg

Die Grafschaft Schwalenberg der Grafen von Schwalenberg war ein historisches mittelalterliches Territorium im heutigen westfälisch-nordhessischen Raum. Eine abgespaltene Linie blüht noch heute, die Grafen und späteren Fürsten zu Waldeck und Pyrmont.

## Geschichte

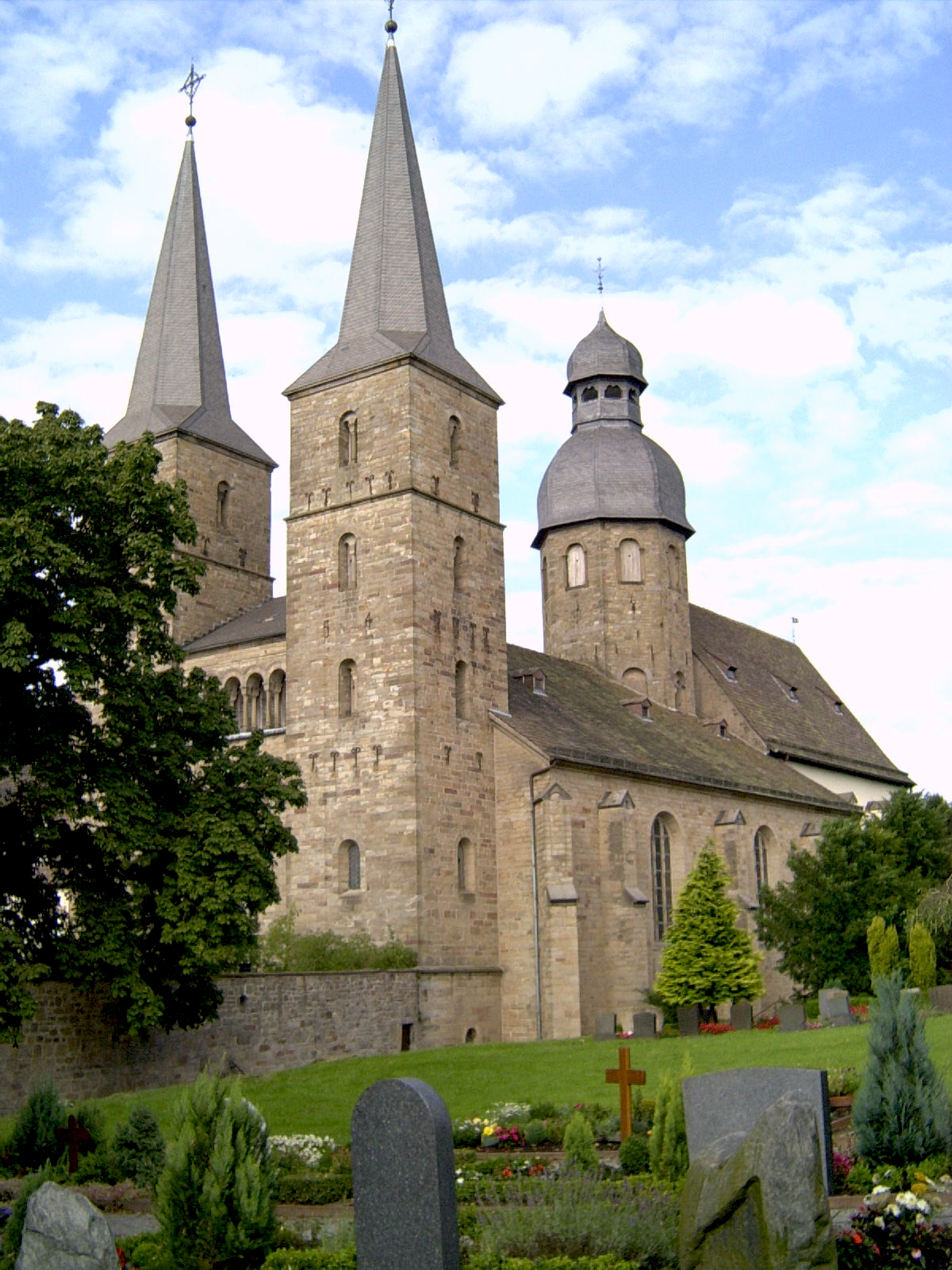
Abtei Marienmünster (St. Jacobus)

Die Angehörigen der Familie waren zunächst billungische und welfische Lehnsgrafen. Erstmals erscheinen sie wohl im Jahre 1031 mit einem Grafen Widekind im Wetigau, aber als erster Angehöriger des Geschlechts sicher belegt ist erst Widekind I. im Jahre 1127. Ihren Sitz hatten sie ursprünglich auf der Oldenburg bei Marienmünster. In deren unmittelbarer Nähe stifteten Widekind I. und seine Frau Lutrud von Itter 1127 auf Anraten seines Cousins (oder Schwagers), des Paderborner Bischofs Bernhard I. von Oesede, die Benediktiner-Abtei Marienmünster als Sühnekloster.
Im Laufe der Zeit erwarben sie verschiedene Hoheitsrechte und Gerichte und verfügten schließlich über einen beträchtlichen Lehns- und Eigenbesitz einmal zwischen Herford und Höxter sowie in der Gegend um Korbach und Waldeck. Insbesondere nach der Entmachtung Heinrichs des Löwen und der Zerschlagung des Stammesherzogtums Sachsen 1180 entwickelten sich die Schwalenberger zum mächtigsten Geschlecht im Gebiet zwischen Herford und Höxter. Sie nahmen dabei eine fast reichsunmittelbare Stellung ein. Ihre Bedeutung zeigt sich auch darin, dass sie in den Jahren 1124 bis 1189 die Vogtei über das Hochstift Paderborn innehatten. Sie waren auch Vizevögte von Corvey und Vögte von Höxter. 1189 verpfändete Widukind III. von Waldeck die Vogtei an die Paderborner Kirche, um seine Teilnahme am dritten Kreuzzug zu finanzieren. Da er aus diesem Krieg nicht zurückkehrte, ging die weltliche Herrschaft auf den Bischof über.
Graf Volkwin III. gründete in der ersten Hälfte des 13. Jahrhunderts die Stadt und Burg Schwalenberg, westlich der oberen Weser. Aus dem Geschlecht gingen auch verschiedene Bischöfe von Paderborn hervor.
Zwischen den Grafen von Schwalenberg und dem Bistum Paderborn gab es zu Anfang des 13. Jahrhunderts aber auch verschiedene Streitpunkte. So hatten die Schwalenberger vor 1209 die Vogteien über die Klöster Gehrden und Willebadessen beansprucht, was sie auch mit Gewalt durchzusetzen suchten. Als Graf Adolf I. von Schwalenberg und Waldeck versuchte, die Herrschaft über die Stadt Korbach durch den Bau einer Stadtburg zu erlangen, und von den Bürgern den Lehnseid forderte, hielt Bischof Wilbrand von Paderborn in Korbach eine Versammlung ab, bei der er die Waldecker Lehen für eingezogen erklärte, die Bürger von dem Lehnseid entband und sie mit einem Treueeid auf sich als Landesherrn verpflichtete. Auf dem Rückweg wurde Wilbrand von Adolf I. überfallen und durch eine nicht näher bezeichnete „iniuria“ (dt.: „Ungerechtigkeit“) beleidigt. Der Bischof entkam jedoch dem Überfall und verhängte den Kirchenbann über den Grafen. An der sich nun entspinnenden Fehde war auch Adolfs Bruder Graf Volkwin IV. von Schwalenberg und Waldeck beteiligt. Während der im Winter fortgesetzten Fehde wurde auch die Stammburg der Schwalenberger, die Oldenburg, zerstört. Während der Karwoche 1227 baten dann die Grafen „auf Anraten vernünftiger Männer“ den Bischof barfüßig um Vergebung, und jeder der beiden gelobte zur Sühne ein Kloster zu gründen. Darüber wurde am 14. April 1227 eine Urkunde ausgefertigt, in der die Schwalenberger neben anderen Bedingungen auch auf die Vogteien über Gehrden und Willebadessen und ihre Ansprüche sowie den Burgenbau im Gebiet um Korbach verzichteten. Bereits 1228 gründete Graf Adolf I. das Kloster Marienthal in Netze. Graf Volkwin IV. gründete ein Kloster in Burghagen, das später nach Falkenhagen verlegt wurde.
Der Aufbau einer festen Territorialherrschaft gelang allerdings nicht. Bereits im 13. Jahrhundert setzte der Niedergang ein. Hauptgrund war die Spaltung in verschiedene Linien. Die erste war Pyrmont. Sie bestand zwischen 1194 und 1495. Aus der Waldecker Linie (seit 1219) ging die Grafschaft Waldeck hervor. Die letzte Abspaltung war die Linie Sternberg, die zwischen 1243 und 1377 bestand. Seither war die Grafschaft Schwalenberg auf einen wenig umfangreichen Besitz in der Nähe von Burg Schwalenberg beschränkt. Nach dem Tod des letzten Grafen Heinrich VIII. fiel der Restbesitz 1365 an die Edelherren zur Lippe und das Hochstift Paderborn.

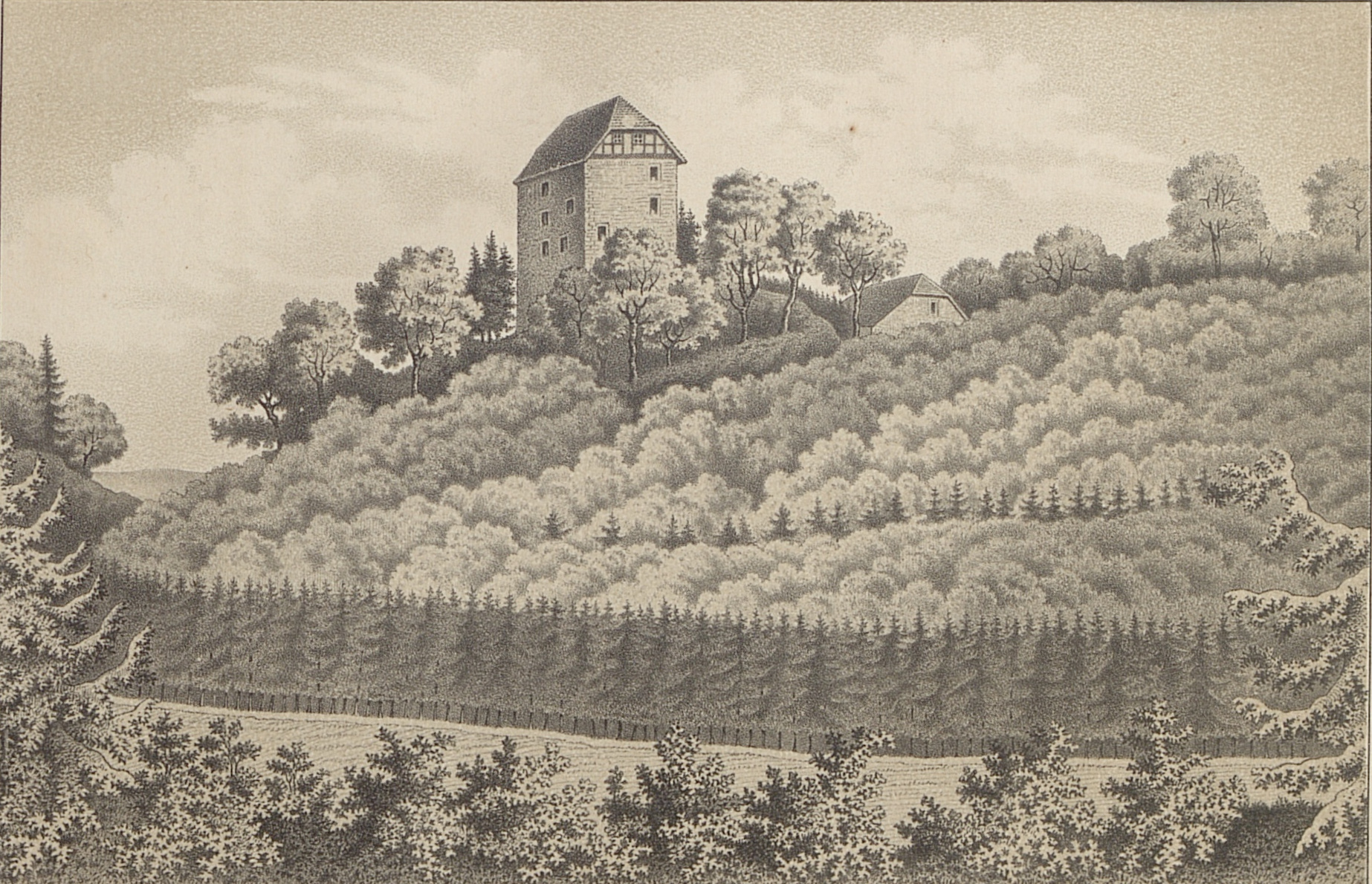
Oldenburg bei Marienmünster, ursprünglicher Stammsitz
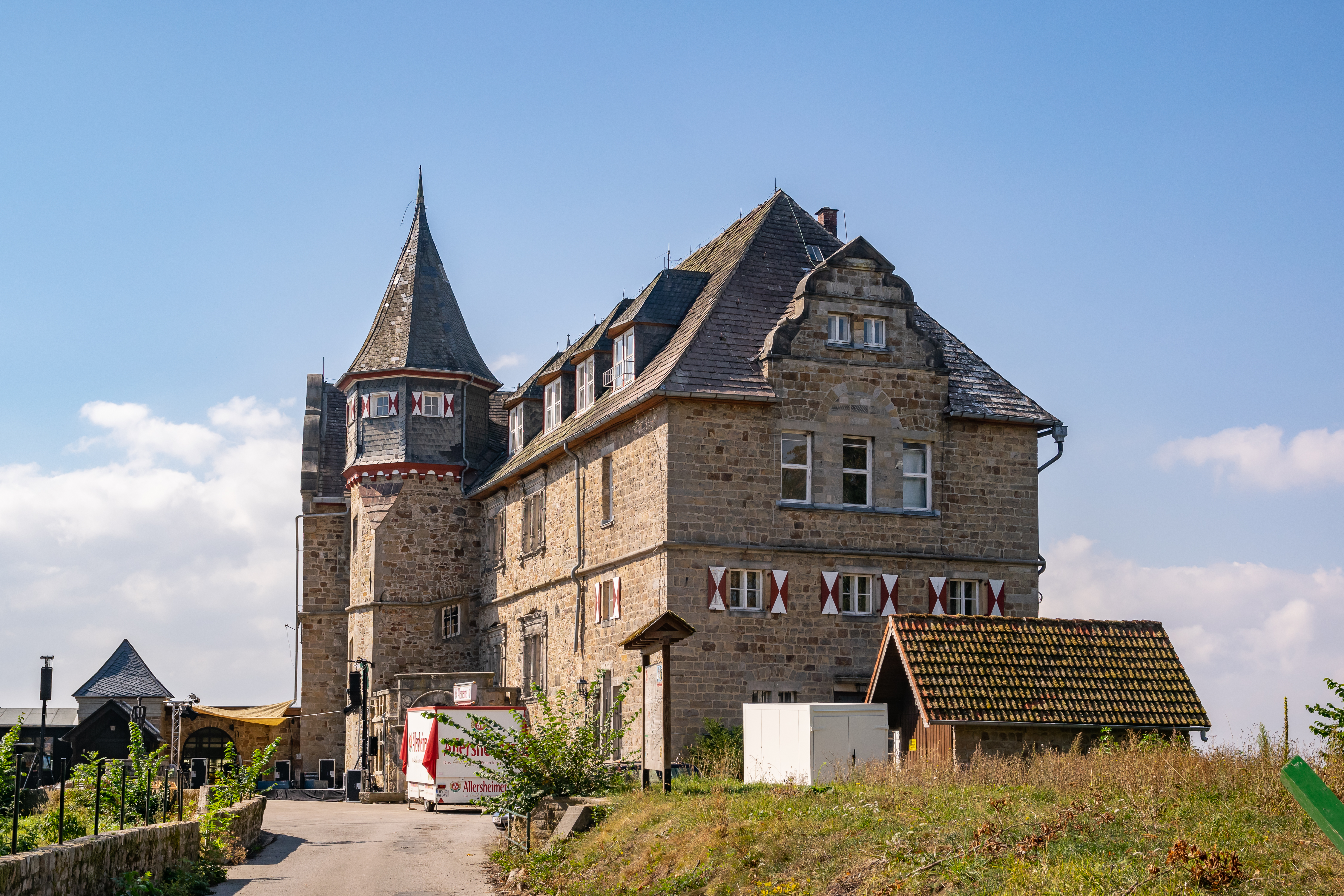
Burg Schwalenberg
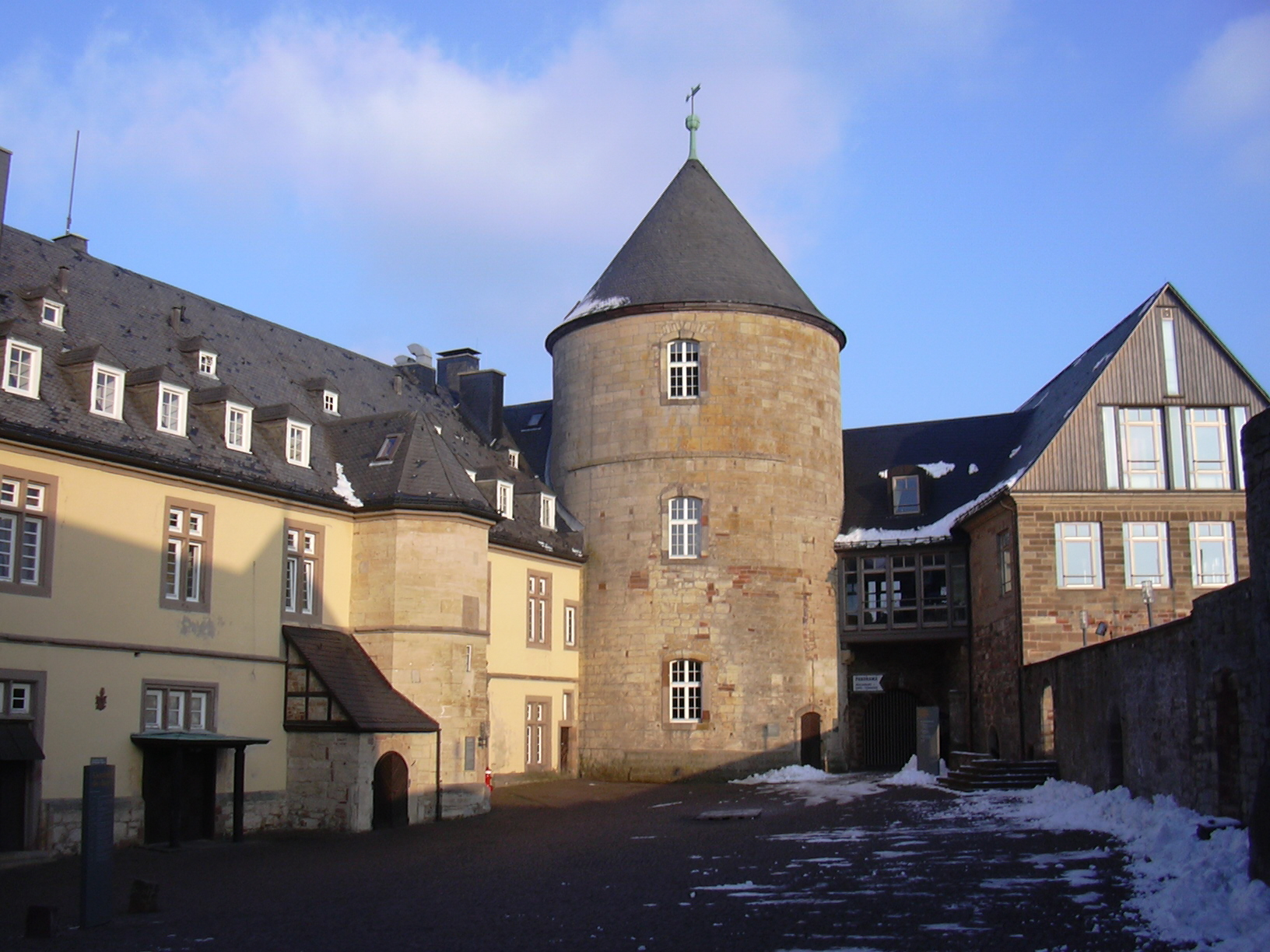
Burg Waldeck, Sitz der Linie der Grafen und Fürsten von Waldeck
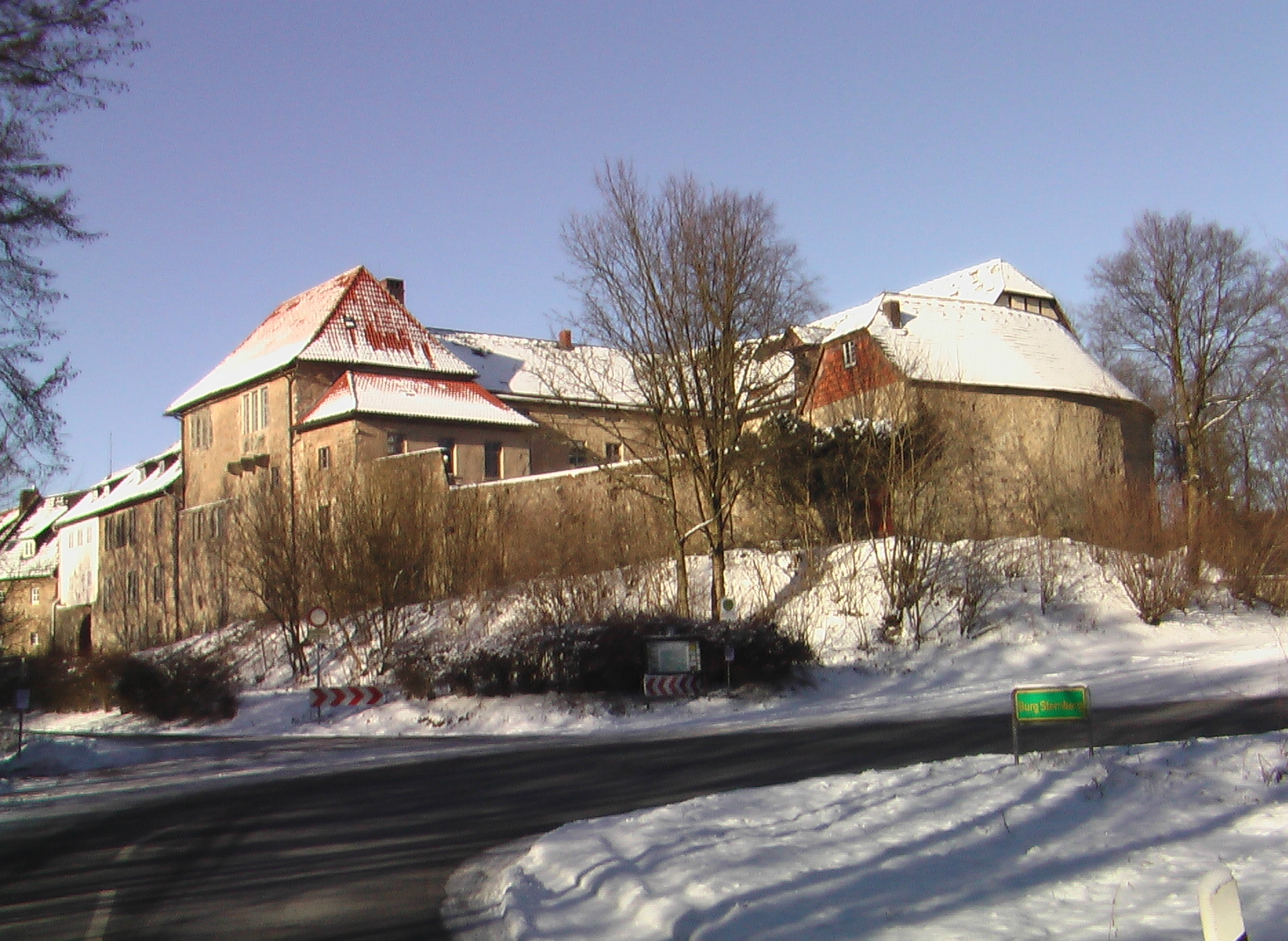
Burg Sternberg, Sitz der Linie der Grafen von Sternberg

## Wappen
Das Wappen zeigt in Rot einen achtstrahligen goldenen Stern, auf dem eine silberne Schwalbe sitzt. Auf dem gekrönten Helm mir rot-goldenen Decken Stern und Schwalbe zwischen einem roten Flug.

## Grafen
- Widekind I. († 11. Juni 1136/37)
- Volkwin II. (* 1125; † 1177/78)
- Wittekind III. († 1189)
- Hermann I. (* um 1163; † um 1224)
- Heinrich I. († vor dem 21. September 1214)
- Volkwin IV. (* um 1190; † um 1249/1250)

## Angehörige der Familie
- Wittekind II. von Schwalenberg († 1188/89), seit 1184 Graf von Pyrmont
- Adolf I. (Waldeck und Schwalenberg) († 3. Oktober 1270), 1228 bis 1270 Graf von Waldeck
- Heinrich I. von Schwalenberg († 1279), ab 1243 Graf von Sternberg
- Volkwin V. von Schwalenberg (* um 1240/45; † 4. Mai 1293),  ab 1275 Bischof von Minden
- Günther I. von Schwalenberg, 1277 bis 1278 Erzbischof von Magdeburg und 1307 bis 15. Mai 1310 Bischof von Paderborn